# 社会主义替代 (土耳其)
社会主义替代（土耳其语：Sosyalist Alternatif）是土耳其的一个托洛茨基主义政党。该党的意识形态是社会主义、马克思主义、托洛茨基主义。该党的政治立场是极左翼。该党实行集体领导。该党出版刊物《社会主义替代》。该党曾是国际社会主义替代的支部，於2021年6月24日退出國際社會主義替代。目前，该组织是“国际主义立场”的成员。